# Haut-Pô
1797–1816
Le Haut-Pô (en italien Alto Po) était un ancien département de la république cisalpine, de la république italienne, puis du royaume d'Italie de 1797 à 1814. Il a été nommé d'après le fleuve Pô, et avait pour chef-lieu Crémone.

## Histoire
Le département du Haut-Pô fut créé lors de la création de la république cisalpine sous le nom de « département du Pô » le 9 juillet 1797, et fut renommé le 5 novembre 1797 « département du Haut-Pô ».
Lors du remaniement départemental du 1er septembre 1798, le chef-lieu fut transféré éphèrement à Mantoue, avant de revenir à Crémone avec le rétablissement du Mincio.
Le 8 juin 1805, quelques communes détachées du Mincio furent rattachées au Haut-Pô.